# Philoscia faucium
Philoscia faucium là một loài chân đều trong họ Philosciidae. Loài này được Verhoeff miêu tả khoa học năm 1918.